# Городчинська сільська рада
Городчинська сільська рада — колишня адміністративно-територіальна одиниця та орган місцевого самоврядування у Потіївському районі Волинської округи, Київської та Житомирської областей Української РСР з адміністративним центром у селі Городчин.

## Населені пункти
Сільській раді на момент ліквідації були підпорядковані населені пункти:
- с. Городчин

## Населення
Кількість населення ради, станом на 1931 рік, складала 414 осіб.

## Історія та адміністративний устрій
Створена 1923 року в колонії Городчин Облітківської волості Радомисльського повіту Київської губернії. 16 січня 1923 року об'єднана з Меньківською сільською радою. Відновлена 18 грудня 1928 року в складі Потіївського району Волинської округи як німецька національна сільська рада.
Станом на 1 вересня 1946 року сільська рада входила до складу Потіївського району Житомирської області, на обліку в раді перебувало с. Городчин.
Ліквідована 11 серпня 1954 року, внаслідок виконання указу Президії Верховної ради УРСР «Про укрупнення сільських рад по Житомирській області», територію та с. Городчин передано до складу Меньківської сільської ради Потіївського району Житомирської області.